# Карлос III де Бурбон посещава базилика „Свети Петър“
„Карлос III де Бурбон посещава базилика „Свети Петър““ (на италиански: Carlo di Borbone in visita alla basilica di San Pietro) е картина на италианския художник Джовани Паоло Панини от 1746 г. Картината (121 × 71 см) е изложена в Зала 32 на Музей „Каподимонте“ в Неапол (Италия). Използваната техника е маслени бои върху платно.

## История
Картината е нарисувана през 1746 г. от Джовани Паоло Панини по изричната заповед на крал Карлос III. Първоначално е изложена в двореца Каподимонте, а през 1806 г. е преместена в Палацо дели Студи – сградата на днешния Национален археологически музей. През 1957 г. отива в новородения Музей „Каподимонте“, в Зала 32 на Кралския апартамент.

## Описание
В творбата си художникът изобразява визитата на Карлос III де Бурбон в Рим при папа Бенедикт XIV, с когото има близко приятелство с подписването на Съглашението от 1745 г. след победата на войските на Бурбоните над австрийските през 1744 г. във Велетри по време на Войната за австрийското наследство.
На картината е изобразен крал Карлос III на кон, с блестящ и светски ентусиазъм, следван от големите личности на Испания, пред базиликата Свети Петър във Ватикана. Панини е очевидец на събитието. В центъра на творбата са изрисувани главните герои, заобиколени от множество хора, с цел да се придаде още по-голяма значимост на основната сцена, докато на заден план папските дворци са изрисувани по такъв начин, че да създават отлична перспективна илюзия.